# حريق مركز الكوت التجاري (2025)
حريق هايبر ماركت الكوت 2025 هو حادث حريق اندلع في مركز تسوق بمدينة الكوت الواقعة في محافظة واسط شرق العراق. وقع الحادث في السادس عشر من تموز/يوليو عام 2025 في هايبر ماركت الكورنيش، وهو مبنى تجاري من خمسة طوابق. أكدت الأنباء مقتل 69 شخصًا على الأقل بينما أُبلغ عن فقدان 11 آخرين كما أُصيب مئات الأشخاص بإصابات متفاوتة. اندلع الحريق خلال ساعات العمل وانتشر بسرعة في جميع أنحاء المبنى.

## خلفية
افتُتح هايبر ماركت الكورنيش قبل خمسة أيام من الحريق. صرّح سكان الكوت بأنّ المبنى يفتقر إلى إجراءات السلامة من الحرائق، بما في ذلك سلالم مخارج الطوارئ، وطفايات الحريق، وأجهزة إنذار الحريق. صرّح مسؤولون عراقيون بأنّ المبنى لديه سجلّ صحيّ وسلامة سيئ. وقال مسؤول محلي إنّ المبنى كان يضمّ في الأصل مطعمًا أُغلق بسبب انتهاكات معايير السلامة، مشيرًا إلى أنّه من غير الواضح كيف حصل مالكو المبنى على إذن لتحويله إلى مركز تجاريّ متعدد الطوابق مع مطعم في الطابق العلوي.

## الحريق
صرح محافظ واسط محمد المياحي أن الحرائق اندلعت في هايبر ماركت الكورنيش ومطعم حيث كانت العائلات تتجمع لتناول العشاء. في ذلك الوقت، كان مئات الأشخاص بالداخل. أشارت التقارير الأولية إلى أن الحريق بدأ في الطابق الأول. قال الناجون ومسؤول أمني إن الحرائق اندلعت بعد أن اشتعلت النيران في وحدة تكييف الهواء وانفجرت في متجر للعطور. أنقذ رجال الإطفاء عددًا من الأشخاص بالإضافة إلى بذل جهود لإخماد الحريق. أُعلن الحداد لمدة ثلاثة أيام وإجراء تحقيق فوري في الحادث تعلن نتائجه خلال 48 ساعة. اتُّخِذت إجراءات قضائية ضد مالك المبنى والمطعم.
أكد مسؤولون مقتل 69 شخصًا على الأقل، معظمهم من النساء والأطفال، كما أُبلغ عن فقدان 11 آخرين في الحريق، وإصابة المئات. وذكرت تقارير تلفزيونية عراقية أن عدد القتلى بلغ 77 شخصًا. ومن بين جنسيات الضحايا البالغ عددهم 69، تم تحديد 59 منهم على أنهم عراقيون وتم تحديد شخص آخر على أنه مواطن أجنبي. ومن المتوقع أن يرتفع عدد القتلى مع بقاء الجثث دون انتشال. وقال المسؤولون إن ارتفاع عدد القتلى كان بسبب استخدام مواد بناء شديدة الاشتعال ونقص مخارج الطوارئ، في انتهاك للوائح الصحة والسلامة المحلية. وكان من بين القتلى 14 جثة متفحمة مجهولة الهوية. وقال مصدر طبي إن 43 شخصًا أصيبوا مع وجود العديد من الجثث مجهولة الهوية. اختنق معظم الضحايا في الحمامات بينما قال رجل إن خمسة من أفراد أسرته لقوا حتفهم في مصعد. تم نقل العشرات من الضحايا المصابين بحروق بالغة إلى مستشفى الزهراء التعليمي. وأفادت التقارير أن أكثر من 100 شخص إما في عداد المفقودين أو المصابين، وأن عدد المصابين أكبر من ذلك. وتم إنقاذ أكثر من 45 شخصًا بواسطة فرق الدفاع المدني.
انتشرت مقاطع فيديو على مواقع التواصل الاجتماعي تظهر عدة طوابق من مبنى مكون من خمسة طوابق تحت الحريق، مع وجود أشخاص يقفون على السطح بينما واصل رجال الإطفاء عملهم طوال الليل.

## التحقيق
لم يُعرف سبب الحريق على الفور، ولكن سيتم الإعلان عن النتائج الأولية للتحقيق في غضون 48 ساعة. تفقد رئيس الوزراء العراقي محمد شياع السوداني مكان الحريق في بناية هايبر ماركت الكورنيش. بدأت الهيئة الاتحادية للطيران المدني التحقيق في ملابسات الحريق في 17 تموز/يوليو. وقد شخصوا عدم وجود نظام إطفاء متكامل، مما تسبب في اشتعال النيران في الطوابق الأخرى. وقد أدى عدم وجود مخارج للطوارئ إلى تفاقم النتائج، مشيرين إلى عدم متابعة مديرية الدفاع المدني لنظام إطفاء الحرائق عند افتتاح هايبر ماركت الكورنيش.